# جالين ينغ
جالين ينغ (بالإنجليزية: Galen Young)‏ مواليد 16 أكتوبر 1975 في ممفيس، هو لاعب كرة سلة أمريكي معتزل. بدأ مسيرته الاحترافية في سنة 1999. تم اختياره من قبل فريق ميلووكي باكز خلال الدرافت. يبلغ طوله 6 قدم 6 بوصة (2.0 م). اعتزل اللعب في 2012.

## المسيرة الاحترافية
لعب مع ألاسكا أيسز في سنة 2004، ثم لعب مع فيولا ريدجو كالابريا في الدوري الإيطالي في موسم 2004–2005، ثم لعب مع يوفي كازيرتا باسكت في سنة 2006.

## روابط خارجية
- جالين ينغ على موقع كرة السلة الأوروبية.كوم (الإنجليزية)
- جالين ينغ على موقع كلية كرة السلة في سبورتس رفرنس.كوم (الإنجليزية)
- جالين ينغ على موقع ريلجم (الإنجليزية)
- جالين ينغ على موقع بروبوليرز (الإنجليزية)
- جالين ينغ على موقع سبورتس رفرنس (الإنجليزية)
- جالين ينغ على موقع سبورتس رفرنس (الإنجليزية)